# Ann Vinck
Ann Vinck (Antwerpen, 1953) is een Luxemburgs beeldhouwer, graficus en kunstschilder.

## Leven en werk
Vinck is Belgisch van geboorte, ze werd in 1996 genaturaliseerd tot Luxemburger. Ze studeerde grafische kunst aan Sint Lucas Antwerpen (1973-1977) en keramiek aan het Lycée Technique Joseph Bech in Grevenmacher (1987-1987). Ze was resident in de Cité Internationale des Arts in Parijs (1990).
De kunstenaar schildert, maakt houtsnedes en sculpturen. Haar werken kennen eenzelfde basis, met contrasten en grafische elementen, ze verschillen alleen door het gebruik van verschillende materialen. Sinds 1980 heeft Vinck solotentoonstellingen in onder meer België, Duitsland, Italië, Luxemburg en de Verenigde Staten. Ze werd in 1990 lid van de Cercle Artistique de Luxembourg, waar ze deelneemt aan de salons. Haar werk werd meermaals onderscheiden.

## Enkele werken
- 1993 Melusine, bronzen sculptuur voor de Banque et Caisse d’Epargne de l’Etat
- 1994 Mobilux Trophée voor het Mobilux junior tennistournooi
- 1999 Lionne, gouden sieraad voor de Lions Club Luxembourg
- 2002 Luxembourg, raam voor een grote adventskalender in Kopenhagen
- 2007 Autour du blues, set gravures, Atelier Empreinte, Luxemburg
- 2012 illustraties (gravures) voor een gedichtenbundel van Marc Baronheid, Editions Simoncini, Luxemburg
- 2016 Etoile de Noël gravure ten bate van de Association de soutien aux Travailleurs immigrés
- 2017 Œuf de Pâques, gravure ten bate van Paerds'Atelier.

## Onderscheidingen
- 1972 2e Grafiekprijs, Lions Club in Brasschaat
- 1989 1e Prix de la critique en 2e Prix de la Biennale des Jeunes, Esch-sur-Alzette
- 1991 Grote medaille van de republiek Italië, Mapellp
- 1991 Prix du Centre culturel français, LAC
- 1993 4e Grafiekprijs op de 10e Internationale Grafiektriennale in Frechen
- 1994 1e Prix d'affiche voor het Comité de Liaison des Associations d'Etrangers
- 2004 Tweede prijs, Ministerie van Cultuur, Biennale Max Goergen, Wilwerwiltz